# ムカースラ
ムーカ（Mūka）あるいはムカースラ（梵: मुकासुर, Mukāsura）は、インド神話に登場するアスラ族の名である。ダイティヤ族に属するアスラであり、ディティの息子とも、ウパスンダの息子とも言われる。

## 神話
ムーカは『マハーバーラタ』に登場する。パーンダヴァ最大の英雄アルジュナはあらゆる武器を学ぶため、ヒマラヤに住むシヴァ神を訪ね、山中で厳しい修業を行った。すると聖仙たちはアルジュナを恐れて彼を止めるようにシヴァ神に訴えた。そこでシヴァ神は山岳民キラータの姿をして、神妃パールヴァティとブータたちを伴ってアルジュナのもとに現れた。そのときムーカは野猪の姿に化けてアルジュナを殺そうとしたが、アルジュナとシヴァ神は獲物を奪い合うかのようにムーラを攻撃し、ムーカは双方の攻撃を同時に受けて殺された。その後、アルジュナとシヴァ神はどちらが先にムーカを倒したかで口論となり、激しく戦った。